# Eccellenza Molise 2017-2018
Il campionato italiano di calcio di Eccellenza regionale 2017-2018 è stato il ventiseiesimo organizzato in Italia. Rappresenta il quinto livello del calcio italiano. Questo è il girone organizzato dal comitato regionale della regione Molise.

## Stagione

### Novità
Dal campionato di Eccellenza Molise 2016-2017 era stato promosso in Serie D il Macchia, mentre il Gambatesa, il Pietramontecorvino e il Cliternina erano stati retrocessi nel campionato di Promozione Molise. Dal campionato di Promozione Molise 2016-2017 erano stati promossi in Eccellenza il Bojano, primo classificato, il Frentania, secondo classificato, e il Boys Jelsi, vincitore dei play-off promozione.
L'A.S.D. Jelsi (nuova denominazione dell'A.S.D. Boys Jelsi Metalzilembo) non ha perfezionato l'iscrizione al campionato di Eccellenza. A completamento organici sono stati ammessi al campionato di Eccellenza l'A.S.D. Vulcania e l'A.S.D. Pol. Gambatesa.
L'A.S.D. Guglionesi ha cambiato denominazione in A.S.D. Real Guglionesi.

### Formula
Le 16 squadre partecipanti disputano un girone all'italiana con partite di andata e ritorno per un totale di 30 giornate. La prima classificata viene promossa in Serie D. Le squadre classificate dal secondo al quinto posto sono ammesse ai play-off per decretare quale squadra partecipa agli spareggi nazionali per la promozione in Serie D. L'ultima classificata viene retrocessa direttamente nel campionato di Promozione. Le squadre classificate dal dodicesimo al quindicesimo posto sono ammesse ai play-out per decretare due retrocessioni in Promozione.

## Squadre partecipanti
| Club                        | Città (provincia)      | Stadio o campo sportivo                | Stagione 2016-2017       |
| --------------------------- | ---------------------- | -------------------------------------- | ------------------------ |
| A.S.D. Alliphae             | Alife (CE)             | Stadio Marco Spinelli                  | 9º in Eccellenza Molise  |
| S.C.D. Bojano 62            | Bojano (CB)            | Stadio Adriano Colalillo               | 1º in Promozione Molise  |
| U.S. Campobasso 1919 A.S.D. | Campobasso             | Nuovo Antistadio Selva Piana           | 14º in Eccellenza Molise |
| A.S.D. Campodipietra Calcio | Campodipietra (CB)     | Campo comunale "Antonio Passarelli"    | 8º in Eccellenza Molise  |
| A.S.D. Città di Termoli     | Termoli (CB)           | Stadio Gino Cannarsa                   | 12º in Eccellenza Molise |
| A.S.D. Frentania            | Serracapriola (FG)     | Campo comunale                         | 2º in Promozione Molise  |
| A.S.D. Pol. Gambatesa       | Gambatesa (CB)         | Stadio del Toppo "Giulio Venditti"     | 13º in Eccellenza Molise |
| A.S.D. Isernia F.C.         | Isernia                | Stadio Mario Lancellotta               | 3º in Eccellenza Molise  |
| A.C.D. Olimpia Riccia       | Riccia (CB)            | Stadio "Santa Cristina"                | 10º in Eccellenza Molise |
| A.S.D. Real Guglionesi      | Guglionesi (CB)        | Campo comunale                         | 6º in Eccellenza Molise  |
| U.S.D. Sesto Campano Calcio | Sesto Campano (IS)     | Campo comunale                         | 7º in Eccellenza Molise  |
| A.S.D. Spinete              | Spinete (CB)           | Campo comunale                         | 11º in Eccellenza Molise |
| A.S.D. Tre Pini Matese      | Piedimonte Matese (CE) | Stadio "Pasqualino Ferrante"           | 4º in Eccellenza Molise  |
| A.S.D. Pol. Vastogirardi    | Vastogirardi (IS)      | Stadio "Filippo Di Tella"              | 2º in Eccellenza Molise  |
| U.S. Venafro A.S.D.         | Venafro (IS)           | Stadio "Marchese Alessandro del Prete" | 5º in Eccellenza Molise  |
| A.S.D. Vulcania             | Roccamonfina (CE)      | "Campo Marzio"                         | 4º in Promozione Molise  |

## Classifica finale
|  | Pos. | Squadra         | Pt | G  | V  | N | P  | GF | GS | DR  |
|  | ---- | --------------- | -- | -- | -- | - | -- | -- | -- | --- |
|  | 1.   | Isernia         | 78 | 30 | 25 | 3 | 2  | 81 | 17 | +64 |
|  | 2.   | Vastogirardi    | 75 | 30 | 24 | 3 | 3  | 83 | 17 | +66 |
|  | 3.   | Real Guglionesi | 60 | 30 | 19 | 3 | 8  | 65 | 34 | +31 |
|  | 4.   | Venafro         | 58 | 30 | 18 | 4 | 8  | 79 | 38 | +41 |
|  | 5.   | Tre Pini Matese | 52 | 30 | 15 | 7 | 8  | 63 | 43 | +20 |
|  | 6.   | Termoli (-1)    | 50 | 30 | 16 | 3 | 11 | 64 | 42 | +22 |
|  | 7.   | Sesto Campano   | 39 | 30 | 11 | 6 | 13 | 38 | 45 | -7  |
|  | 8.   | Olimpia Riccia  | 39 | 30 | 12 | 3 | 15 | 51 | 59 | -8  |
|  | 9.   | Frentania       | 38 | 30 | 12 | 2 | 16 | 35 | 56 | -21 |
|  | 10.  | Bojano 62       | 35 | 30 | 9  | 8 | 13 | 39 | 45 | -6  |
|  | 11.  | Campodipietra   | 33 | 30 | 8  | 9 | 13 | 45 | 58 | -13 |
|  | 12.  | Gambatesa       | 33 | 30 | 9  | 6 | 15 | 42 | 63 | -21 |
|  | 13.  | Alliphae        | 32 | 30 | 9  | 5 | 16 | 40 | 65 | -25 |
|  | 14.  | Spinete         | 24 | 30 | 6  | 6 | 18 | 36 | 82 | -46 |
|  | 15.  | Vulcania        | 22 | 30 | 6  | 4 | 20 | 29 | 67 | -38 |
|  | 16.  | Campobasso 1919 | 13 | 30 | 3  | 4 | 23 | 28 | 87 | -59 |

Legenda:
      Promossa in Serie D 2018-2019
      Ammessa ai play-off nazionali
 Ammessa ai play-off o ai play-out
      Retrocessa in Promozione 2018-2019
Note:
Tre punti a vittoria, uno a pareggio, zero a sconfitta.
Il Città di Termoli ha scontato 1 punto di penalizzazione per una rinuncia.

## Risultati

### Tabellone
|                  | All  | Boj  | Cbs  | Cdp  | CdT  | Fre  | Gam  | Gug  | Ise  | Oli  | Ses  | Spi  | Tre  | Vas  | Ven  | Vul  |
| ---------------- | ---- | ---- | ---- | ---- | ---- | ---- | ---- | ---- | ---- | ---- | ---- | ---- | ---- | ---- | ---- | ---- |
| Alliphae         | –––– | 1-0  | 6-3  | 2-0  | 0-1  | 2-1  | 0-1  | 0-1  | 1-3  | 1-0  | 0-2  | 1-1  | 2-1  | 1-5  | 0-0  | 4-1  |
| Bojano 62        | 3-3  | –––– | 0-0  | 1-1  | 2-3  | 0-2  | 3-1  | 3-0  | 0-1  | 2-1  | 1-1  | 5-0  | 1-1  | 1-0  | 0-1  | 0-2  |
| Campobasso 1919  | 0-0  | 1-0  | –––– | 0-2  | 3-2  | 1-2  | 1-3  | 1-2  | 0-4  | 3-4  | 2-4  | 0-3  | 1-3  | 0-1  | 1-2  | 2-0  |
| Campodipietra    | 3-0  | 1-1  | 1-0  | –––– | 1-3  | 2-0  | 2-2  | 0-2  | 3-3  | 0-0  | 3-0  | 3-2  | 2-3  | 1-2  | 2-4  | 1-1  |
| Città di Termoli | 5-2  | 0-4  | 7-0  | 5-2  | –––– | 3-0  | 3-2  | 4-0  | 0-0  | 1-2  | 3-0  | 0-2  | 0-2  | 1-0  | 3-0  | 3-0  |
| Frentania        | 2-2  | 1-0  | 4-2  | 3-1  | 2-1  | –––– | 2-1  | 0-2  | 0-2  | 3-0  | 1-0  | 3-0  | 0-1  | 0-3  | 0-2  | 3-0  |
| Gambatesa        | 3-1  | 1-2  | 1-1  | 1-1  | 1-0  | 3-2  | –––– | 0-2  | 1-2  | 1-3  | 0-1  | 1-1  | 4-0  | 2-2  | 0-1  | 3-0  |
| Real Guglionesi  | 3-0  | 3-1  | 5-1  | 2-1  | 3-0  | 2-0  | 6-1  | –––– | 0-1  | 3-0  | 1-2  | 8-2  | 5-5  | 0-1  | 1-0  | 6-1  |
| Isernia          | 5-0  | 1-0  | 5-0  | 4-0  | 1-1  | 2-0  | 5-0  | 4-0  | –––– | 7-1  | 1-0  | 3-1  | 2-0  | 0-3  | 3-1  | 3-0  |
| Olimpia Riccia   | 7-2  | 2-2  | 2-0  | 2-1  | 0-3  | 1-2  | 3-1  | 1-2  | 1-5  | –––– | 1-2  | 3-0  | 3-0  | 0-3  | 3-0  | 5-1  |
| Sesto Campano    | 0-1  | 4-1  | 2-1  | 2-3  | 0-0  | 2-0  | 2-2  | 0-1  | 2-4  | 2-0  | –––– | 3-2  | 0-0  | 0-4  | 1-0  | 0-1  |
| Spinete          | 0-3  | 0-3  | 2-2  | 0-0  | 1-6  | 6-1  | 1-2  | 0-2  | 1-6  | 2-1  | 2-1  | –––– | 1-5  | 1-5  | 0-0  | 0-1  |
| Tre Pini Matese  | 3-2  | 1-1  | 6-0  | 3-1  | 1-3  | 3-1  | 4-0  | 1-0  | 0-2  | 1-1  | 2-2  | 5-1  | –––– | 2-1  | 3-4  | 4-0  |
| Vastogirardi     | 2-0  | 5-0  | 6-0  | 5-0  | 4-1  | 3-0  | 4-1  | 1-0  | 1-0  | 3-0  | 5-1  | 1-1  | 1-1  | –––– | 2-1  | 3-0  |
| Venafro          | 4-1  | 6-0  | 3-1  | 3-3  | 4-2  | 9-0  | 7-1  | 2-2  | 0-1  | 6-3  | 2-1  | 8-0  | 1-0  | 1-4  | –––– | 5-0  |
| Vulcania         | 5-2  | 1-2  | 5-1  | 2-4  | 3-0  | 0-0  | 1-2  | 1-1  | 0-1  | 0-1  | 1-1  | 0-3  | 1-2  | 1-3  | 0-2  | –––– |

## Spareggi

### Play-out
|         | Risultati |         | Luogo e data         |
| ------- | --------- | ------- | -------------------- |
| Aliphae | 1 - 0     | Spinete | Alife, 5 maggio 2018 |
|         |           |         |                      |